# Seia
Seia est une municipalité (en portugais : concelho ou município) du Portugal, située dans le district de Guarda et la région Centre.

## Géographie
Seia est limitrophe :
- au nord, de Nelas et Mangualde,
- au nord-est, de Gouveia,
- à l'est, de Manteigas,
- au sud-est, de Covilhã,
- au sud-ouest, d'Arganil,
- à l'ouest, d'Oliveira do Hospital.

## Démographie
| 1801  | 1849   | 1900   | 1930   | 1960   | 1981   | 1991   | 2001   | 2004   |
| ----- | ------ | ------ | ------ | ------ | ------ | ------ | ------ | ------ |
| 9 993 | 14 557 | 31 929 | 31 283 | 34 436 | 31 352 | 30 362 | 28 144 | 27 574 |

| 2011   | - | - | - | - | - | - | - | - |
| ------ | - | - | - | - | - | - | - | - |
| 24 702 | - | - | - | - | - | - | - | - |

## Jumelages
- Contrexéville (France)
- Domfront (Orne) (France)

## Subdivisions
La municipalité de Seia groupe 29 paroisses (freguesia, en portugais) :
- Alvoco da Serra
- Cabeça
- Carragozela
- Folhadosa
- Girabolhos
- Lajes
- Lapa dos Dinheiros
- Loriga
- Paranhos da Beira
- Pinhanços
- Sabugueiro
- Sameice
- Sandomil
- Santa Comba
- Santa Eulália
- Santa Marinha
- Santiago
- São Martinho
- São Romão
- Sazes da Beira
- Seia
- Teixeira
- Torrozelo
- Tourais
- Travancinha
- Valezim
- Várzea de Meruge
- Vide
- Vila Cova à Coelheira